# Rautusjärvi
Rautusjärvi är en sjö i Finland. Den ligger i kommunen Kittilä i landskapet Lappland, i den norra delen av landet, 900 km norr om huvudstaden Helsingfors. Rautusjärvi ligger 190,5 meter över havet. Arean är 1,98 kvadratkilometer och strandlinjen är 8,45 kilometer lång. Sjön  ingår i Kemi älvs huvudavrinningsområde. 